# Valkeakallio
Valkeakallio är en ö i Finland. Den ligger i sjön Kyyvesi och i kommunen Sankt Michel i den ekonomiska regionen  S:t Michel och landskapet Södra Savolax, i den södra delen av landet, 230 km nordost om huvudstaden Helsingfors. Öns area är 2 hektar och dess största längd är 250 meter i sydväst-nordöstlig riktning.